# Pyramax
Pyramax is een videospel voor de platforms Commodore Amiga. Het spel werd uitgebracht in 1990. 